# 堀江真理子
堀江 真理子（ほりえ まりこ、12月10日 - ）は、日本の女優、声優、ナレーター。長野県出身。身長164cm、血液型はA型。マーリエ・プロジェクト 代表
桐朋学園芸術短期大学演劇専攻卒業。かつては劇団俳優座、アンクルベイビー、ケンユウオフィスに所属していた。

## 出演作品

### テレビドラマ
- さすらい刑事旅情編
- 三どしま
- 天までとどけ
- 忍者戦隊カクレンジャー
- ふぞろいの林檎たち
- 平成夫婦茶碗

### 映画
- Wの悲劇
- 青春の架け橋

### テレビアニメ
- キム・ポッシブル
- コアラの探偵 アーチボルド
- ひまわりのように
- ペッパピッグ
- ベン10（イアン議員）

### 吹き替え

#### 映画（吹き替え）
- アイ・アム・レジェンド（女性キャスター〈ケイティ・クーリック〉）※ソフト版
- アヴァロン 千年の恋（アリーのママ）
- アザーズ
- IT ※NHK-BS2版
- エボリューション
- オースティン・パワーズ ゴールドメンバー（グウィネス・パルトロウ）
- 風と共に去りぬ（メラニー・ハミルトン〈オリヴィア・デ・ハヴィランド〉）※PDDVD版
- 凶悪海域/シャーク・スウォーム（ブルック・ワイルダー〈ダリル・ハンナ〉）
- コンバッション
- シェナンドー河（アン〈キャサリン・ロス〉）
- ジョンQ -最後の決断-
- スノークイーン 雪の女王（エイミー〈レイチェル・ヘイワード〉）
- スペース・バディーズ 小さな5匹の大冒険
- ターミナル（モニカ）※ソフト版
- デブラ・ウィンガーを探して（ダリル・ハンナ）
- トゥルー・コーリング
- ハイテクサンタがやってきた
- バンディッツ
- 人質奪還 アラブテロVSアメリカ特殊部隊（サイラ）
- 15ミニッツ（ローズ〈シャーリーズ・セロン〉）※ソフト版
- ボルケーノ・インフェルノ
- マザー・テレサ（アンナ）

#### ドラマ
- ER緊急救命室
  - シーズン8 #13（アンジー・ブラワー〈グレイス・フィリップス〉）
  - シーズン9 #21（シャロン・ドレスラー〈ティナ・ホームズ〉）
  - シーズン14（スカイ・ウェクスラー〈カリ・マチェット〉）
- WITHOUT A TRACE/FBI 失踪者を追え!
  - シーズン3（モーリー）
  - シーズン5（ダイアン・ニース）
- エイリアス
- 華麗なるペテン師たち
- 宮廷女官チャングムの誓い
- グッド・ワイフ
- クローザー
- コールドケース 迷宮事件簿
- サード・ウォッチ
- ザ・ソプラノズ 哀愁のマフィア
- サブリナ
- ザ・ホワイトハウス（CJ・クレッグ〈アリソン・ジャニー〉）※シーズン5-
- ザ・ユニット 米軍極秘部隊
- 主任警部アラン・バンクス2（ヘレン・モートン）
- セーフハウス〜狙われた家族〜（アリ〈ニコラ・スティーヴンソン〉）
- 4400 未知からの生還者
- ふたりはお年ごろ（ルーシー）
- プライベート・プラクティス4（ララ）
- ミス・マープル4 ポケットにライ麦を（パット・フォーテスキュー）
- ミディアム 霊能者アリソン・デュボア
- 名探偵ポワロ
  - マースドン荘の惨劇（スーザン・マルトラバース）
  - 死との約束（セリア・ウェストホルム卿夫人〈エリザベス・マクガヴァン〉）
- 名探偵モンク3
- ロズウェル - 星の恋人たち（レベッカ）
- 私はラブ・リーガル2 #12, #13（クレア・ハリソン〈ナターシャ・ヘンストリッジ〉）

#### アニメ
- ターザン2

### 舞台
- 「ありがとうの夕陽　～葉山・森戸海岸「マハロ食堂」～」（波川愛美役）　マーリエ・プロジェクト製作・ウッディシアター中目黒
- 「かすみ草にホーホケキョ♪」（華咲かすみ役）　マーリエ・プロジェクト製作・ウッディシアター中目黒
- 「あき子の空」（あき子役）　マーリエ・プロジェクト製作・東松原ブローダーハウス
- 「ジョホールバル・マンボ」（聡美役）　吉田一紀プロデュース・エコー劇場
- 「イワーノフ」（サーシャ役）　俳優座
- 「エリカ」（エリカ役）　俳優座・ドイツ文化会館
- 「お家の大事」（ティナ役）　俳優座劇場
- 「サマーハウスからの夢（原題）」（ビューティー役）　俳優座
- 「山帰来荘」（しの(彦乃役)）　俳優座劇場
- 「自分の耳」（ドリン役）　銀座小劇場
- 「男装の麗人伝説」（川島芳子役）　アリストパネス・カンパニー
- 「バウンティフルへの旅」（テルマ役）　俳優座
- 「フェンテ オベフーナ」（イザベラ女王役）　銀座みゆき館
- 「ふゆ 〜生きて足れり～」（夢子役）　俳優座劇場
- 「マグノリアの花たち」（マリーン役）　劇団NLT・博品館劇場
- 「私が棄てた女」（三浦マリ子）　俳優座